# Aenictus mutatus
Aenictus mutatus é uma espécie de formiga do gênero Aenictus.